# Saba Reyes Salazar
Saba Reyes Salazar, (hiszp.) Sabás Reyes Salazar (ur. 5 grudnia 1883 w Cocula, zm. 13 kwietnia 1927 Tototlán) – święty Kościoła katolickiego, działający na terenie diecezji guadalajarskiej prezbiter, ofiara prześladowań antykatolickich zapoczątkowanych w okresie rewolucji meksykańskiej, męczennik.

## Życiorys
Urodził się w Cocula w rodzinie Norberto Reyesa i Francisci Salazar. Rodzina w poszukiwaniu lepszych warunków życia przeniosła się do Guadalajary i tam będąc nastolatkiem Saba Reyes Salazar wstąpił do seminarium duchownego. Sakrament święceń otrzymał w diecezji Matamoros (Tamaulipas) w grudniu 1911 r.. Mszę prymicyjną odprawił w Guadalajarze. Skierowany została do Tototlán, gdzie pełnił obowiązki kapelana. Był nauczycielem zawodów i odpowiedzialnym za katechezę młodzieży. Po opublikowaniu w 1926 r. dekretu rządu E. Callesa nakazującego księżom opuszczenie parafii i przeniesienie do miast przejął obowiązki proboszcza. Pełniąc swój apostolat nie angażował się politycznie i nie popierał zbrojnego powstania christeros. W następnym roku oddziały rządowe kilkukrotnie wkraczały do Tototlán terroryzując mieszkańców i dewastując świątynię.
Aresztowany został w Wielki Poniedziałek, 11 kwietnia 1927 r., a następnie przywiązanego do kolumny w kościele bezskutecznie poddawano torturom by wydobyć informacje o ukrywających się kapłanach. Na rozkaz dowodzącego oddziałem, który chciał „pieczonego mnicha” usmażono kończyny Sabie Reyesowi Salazarowi. Dobity został na cmentarzu w Wielką Środę. Przed śmiercią zdołał zawołać:

Niech żyje Chrystus Król!

Atrybutem świętego męczennika jest palma.
Relikwie Saby Reyesa Salazara znajdują się w kościele parafialnym w Tototlán, mieście które jest szczególnym miejscem kultu świętego.
Śmierć Saby Reyesa Salazara była wynikiem nienawiści do wiary (łac.) odium fidei. Po zakończeniu procesu informacyjnego na etapie lokalnej diecezji, który toczył się w latach 1933–1988 w odniesieniu do męczenników okresu prześladowań Kościoła katolickiego w Meksyku, został beatyfikowany 22 listopada 1992 roku w watykańskiej bazylice św. Piotra, a jego kanonizacja na placu Świętego Piotra, w grupie Krzysztofa Magallanesa Jary i 24 towarzyszy, odbyła się 21 maja 2000 roku. Wyniesienia na ołtarze Kościoła katolickiego dokonał papież Jan Paweł II.
Wspomnienie liturgiczne obchodzone jest w dies natalis (13 kwietnia).